# Прокопиева къща (Кюстендил)
Прокопиевата къща е най-старата възрожденска къща в гр. Кюстендил. Намира се в централната градска част на града (бивша махала „Градец“ („Варош“), до пл. „Велбъжд“ и църквата „Св. Богородица“.

## История и особености
Построена е през XVIII век. Собственикът ѝ чорбаджи Давидко Ячков е преселник от София. Сградата се състои от приземие и етаж с Г-образен план. Приземието е разделено на 2 части от външна стълба за етажа. Западната част (първи строителен етап) има симетричен план с коридор и две стаи. Източната част (втори строителен етап) се състои от дрешник, кухня и магазин. Етажът също е разделен на 2 жилищни части от пространството на стълбата, която води към чардак на 3 нива. Западната част се свързва с коридора на приземието с вита дървена стълба и повтаря плана му. Източната жилищна част се състои от 2 стаи, в 1 от които през 1870-те години се е помещавало елинското училище в Кюстендил. Източната жилищна част е строена в средата на XIX век и се отличава от западната по своята архитектура и стил.